# 评论员文章
报刊的评论员文章是新闻评论中仅次于社论的重要评论，体现编辑部的立场、观点和态度。规格介于社论和短评之间，可分为署名“本报评论员”的“本报评论员文章”和署名“本报特约评论员”的“本报特约评论员文章”。
《实践是检验真理的唯一标准》是《光明日报》的第一篇特约评论员文章。《人民日报》的评论员文章署名有任仲平、何振华、柯教平等。